# Salka Valka

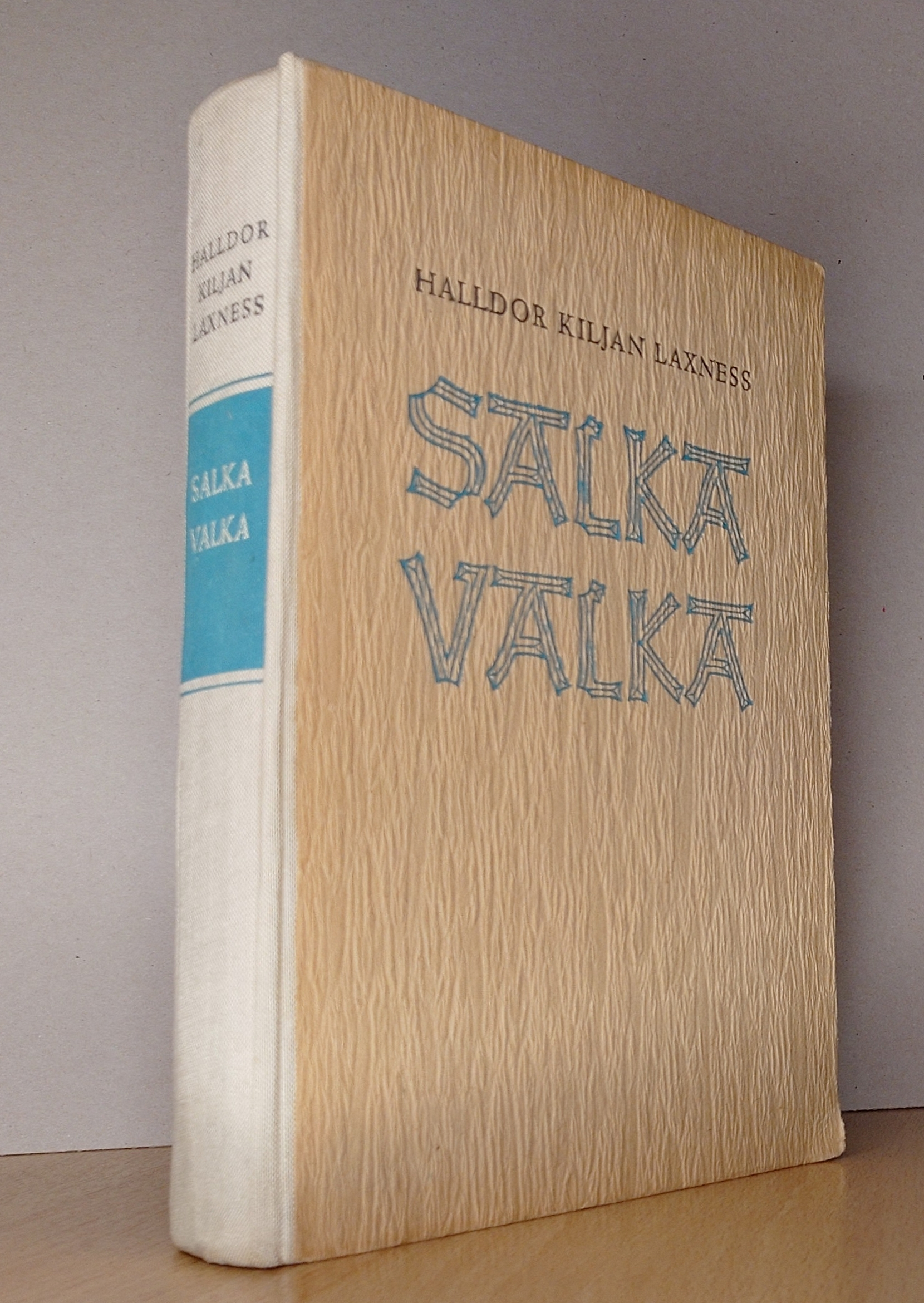
Einband der deutschen Erstausgabe im Dietz Verlag, 1951

Salka Valka ist ein Roman des isländischen Schriftstellers Halldór Laxness. Das Werk erschien ursprünglich in zwei Bänden 1931 und 1932 in isländischer Sprache unter den Titeln Þú vínviður hreini („Du Weinstock, du reiner“) und Fuglinn í fjörunni („Der Vogel am Strand“), seither einbändig als Salka Valka. Unter diesem Titel sind auch die deutschen Übersetzungen erschienen. Die titelgebende Hauptfigur ist eine junge Isländerin, die sich in einem Fischerdorf ihren Platz im Leben erkämpft. Die Geschichte spielt vor dem Hintergrund gesellschaftlicher Umbrüche und politischer Kämpfe zu Beginn des 20. Jahrhunderts in ihren Auswirkungen, die sie auf das Leben und die Strukturen im Dorf haben. Der in zahlreiche Sprachen übersetzte Roman wurde auch als Kinofilm sowie für das Theater und als Tanzstück adaptiert.

## Handlung
Der Roman spielt in der Zeit des Ersten Weltkriegs und in den 1920ern im fiktiven Fischerdorf Oseyri am Axlarfjord, der irgendwo zwischen Islands Norden und Reykjavík liegt. Die Handlung erstreckt sich über einen Zeitraum von etwa zwölf Jahren – Salka Valka ist zu Beginn des Romans elfjährig, gegen Ende in ihren frühen Zwanzigern. Der Roman ist in vier Teile mit den Titeln Du Weinstock, du reiner, Der Tod, Eine andere Welt und Der Wahltag des Lebens gegliedert, wobei die ersten beiden Teile ursprünglich in einem Band als Þú vínviður hreini („Du Weinstock, du reiner“) erschienen und die beiden anderen als zweiter Band mit dem Titel Fuglinn í fjörunni („Der Vogel am Strand“).

### Du Weinstock, du reiner
Im Schneetreiben eines Winterabends verlassen Sigurlina und ihre Tochter Salvör Valgerdur, genannt Salka Valka, im Fischerdorf Oseyri einen Postdampfer aus dem Nordland. Obwohl Sigurlina eigentlich nach Reykjavík fahren wollte, sieht sie sich gezwungen, mit der elfjährigen Salka in Oseyri an Land zu gehen, da ihr Geld nicht für die ganze Strecke reicht. Salka wird als schlaksiges Mädchen geschildert, voller Lebenskraft mit „Temperament und auch Eigensinn“. Sigurlina erscheint als schwache Frau, die sich vom Leben treiben lässt und weder sich noch ihrer Tochter recht zu helfen weiß.
Bereits bei der Anlandung wird Sigurlina deutlich gemacht, dass in Oseyri ein Kaufmann namens Johann Bogesen das Sagen hat. So gut wie das ganze Dorf arbeitet für seinen Fischereibetrieb; wer in Oseyri ein Auskommen hat, hat ein Konto bei Bogesen und bezieht die Güter des täglichen Bedarfs bei ihm. Nach einem Erweckungserlebnis Sigurlinas bei einer gottesdienstlichen Zusammenkunft der örtlichen Heilsarmee ist diese bereit, Mutter und Kind für eine Nacht aufzunehmen. Sigurlinas Suche nach einer Anstellung bleibt erfolglos. Bei der Heilsarmee hatte Sigurlina Steinthor Steinsson, einen großsprecherischen Säufer, kennengelernt. Dieser bringt Sigurlina und Salka nun im Haus Mararbud (wörtlich: Seekate) beim alten Ehepaar Steinunn und Eyjolfur unter, bei dem auch er lebt. Salka übernimmt es, die Milch der Kuh des Ehepaars an die Dorfbewohner auszuliefern, wobei sie als uneheliches und ärmlich gekleidetes Kind den Beschimpfungen der Dorfkinder ausgesetzt ist. Steinthor, der als ein roher Mann dargestellt wird, der sich nimmt, was er will – aber zu poetischen Worten fähig ist –, beginnt ein Verhältnis mit Sigurlina. Er belästigt Salka, die ihn hasst und ihrer Mutter schon früh mitteilt, dass Steinthor sie betatscht habe. Sigurlina sagt zwar „Du bist noch so klein. Es wäre nicht recht“, unternimmt aber nichts weiter.
Als der örtliche Lehrer feststellt, dass Salka Valka bisher so gut wie nichts gelernt hat, organisiert er einen knapp dreizehnjährigen Jungen, Arnaldur Björnsson, der Salka unterrichten soll. Arnaldur ist in Reykjavík geboren und kam zu seiner Tante Herborg nach Oseyri, als seine Mutter starb – oder ausgewandert ist, an welcher Vorstellung er sich festhält. Der begabte Arnaldur neigt dazu, an Übernatürliches und an Traumbotschaften zu glauben. Salka lernt bei ihm gerne und mit gutem Erfolg. Er hinterlässt einen tiefen Eindruck auf sie: „Salka Valka bewahrte dieses Bild von Arnaldur Björnsson ihr ganzes Leben lang in ihrem Herzen – ein Gesicht, das aus dem Dunkel der Nacht heraus leuchtete, verklärt durch den Glauben an eine andere Welt“. Dieser Glaube Arnaldurs an „eine andere Welt“ wird später im Titel des dritten Teils wieder aufgegriffen.

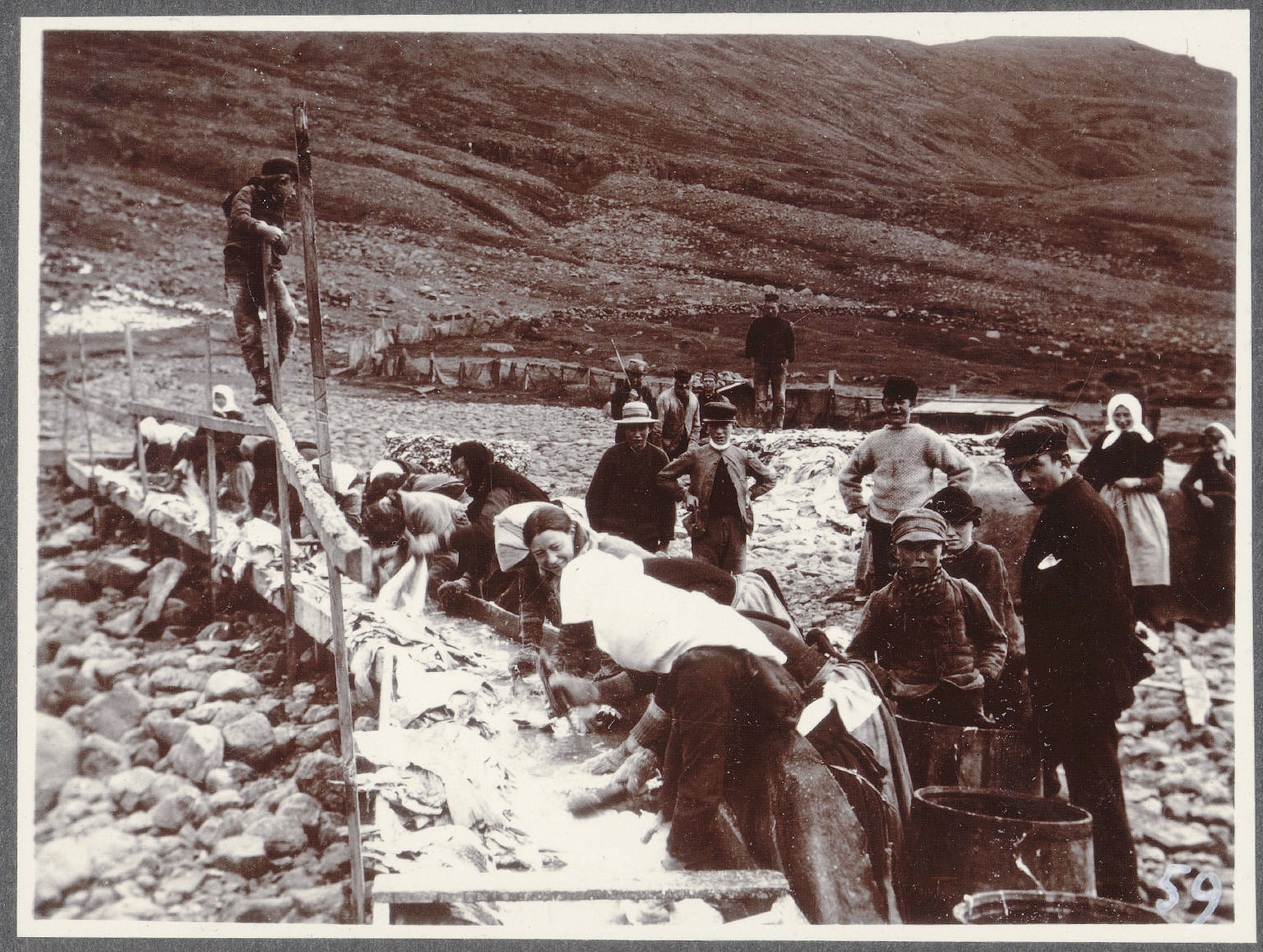
Fischwäscherinnen in Eskifjörður, ca. 1900

Die kräftige und tüchtige Salka schafft es trotz ihres kindlichen Alters, bei Kaufmann Bogesen als Fischwäscherin angestellt zu werden, in der Hoffnung, so zu Geld für bessere Kleider und eine Hose zu kommen – Arnaldur hatte sie erzählt, ein Junge werden zu wollen. Als sie feststellt, dass ihr wie allen Tagelöhnerinnen Bogesens kein Lohn ausbezahlt wird, sondern nur eine Gutschrift auf ein Konto bei Bogesen erfolgt, fordert sie empört bei Bogesens Buchhalter ihr Guthaben ein. Ihre Enttäuschung steigert sich zu einer großen Kränkung, als sie erfährt, dass sich ihre Mutter Sigurlina für ihren Lohn teure Kleider angeschafft hat, Salka also hintergangen hat. Als Trost bekommt Salka von der Familie Bogesens einige abgetragene Kleidungsstücke.
Sigurlina besucht derweil weiterhin die Veranstaltungen der Heilsarmee; einmal tritt sie mit einem reuevollen Bekenntnis vor die Gemeinde, in dem sie als „arme, sündhafte Frau“ um göttliche Gnade für Steinthor und sich selbst fleht und das Lied vom „reinen Weinstock“ anstimmt. Der erste Teil des Romans endet mit einem Streit zwischen dem betrunkenen Steinthor einerseits, Sigurlina und Salka andererseits. Sigurlina teilt Steinthor mit, von ihm schwanger zu sein. Steinthor wirft Sigurlina zur Kammer heraus und sperrt sich mit Salka ein. Wenige Minuten später wird die Tür von Leuten aufgebrochen, die Sigurlina herbeigerufen hat. Salka liegt bewusstlos im Bett, und Steinthor flüchtet in diesem Moment. Ob Steinthor Salka vergewaltigt hat, bleibt an dieser Stelle offen – erst Jahre später wird er ihr erzählen, dass es ihm nicht gelungen sei. Der Teil endet mit dem Satz „Dies war die erste persönliche Erfahrung, die Salka Valka mit der Liebe machte“.

### Der Tod
Dieser Teil beginnt zwei Jahre nach dem Verschwinden Steinthors. Salka Valka ist groß und stark und kümmert sich nicht mehr um die Gehässigkeiten der anderen Kinder. Nach der Schule verdient sie jeweils Geld auf ihre eigene Rechnung auf den Landestegen. Salka zeigt Eifersucht, als die aus Kopenhagen zurückgekehrte Tochter von Bogesen Arnaldur schöne Augen macht. Sigurlinas kleiner Junge Sigurlinni, den Steinthor gezeugt hat, ist schwer erkrankt. In einem Gespräch mit der frommen Herborg, Arnaldurs Tante, treten die Ansichten und Wünsche der 13-jährigen Salka zutage:

„Ich weiß so wenig. Aber eines weiß ich […] und das ist eben, daß Gott böse zu mir ist, obwohl er keinen Grund dazu hat, denn ich habe nie irgendeine Freude von ihm bekommen, für die er sich an mir rächen müßte. […] Ich habe es satt, in den verfluchten alten Lumpen von denen im Kaufmannshaus herumzulaufen – die Leute erkennen sie gleich und zeigen mit Fingern auf mich. […] Ich habe genauso ein Recht darauf, anständige Kleider zu tragen, wie andere Leute hier im Marktflecken, die in besseren Kleidern herumlaufen. Alle, die glauben, sie stünden über anderen, sind widerlich. Ich verachte sie wie Hunde. Pfui über alle, die glauben, sie stünden über mir.“

Bei Herborg trifft Salka auf Arnaldur, mit dem sie sich in einer Weise streitet, dass Herborg darin „erste Anzeichen einer Kinderliebe“ zu erkennen glaubt. Als Arnaldur nach Reykjavik fährt, um das Gymnasium zu besuchen, entschuldigt er sich bei Salka für einige im Affekt ausgesprochene Beleidigungen und schenkt ihr ein Medaillon, das seiner Mutter gehört hatte, und ein Bild von ihm als kleines Kind zeigt.
Im folgenden Sommer geht es Sigurlinas Jungen vorübergehend besser, er stirbt jedoch an einem Tag, als Johann Bogesen ein Fest zugunsten der Witwen und Waisen im Ort veranstaltet. Kurz nach Dreikönig kehrt Steinthor in den Ort zurück. Er übernachtet bei der Heilsarmee, sitzt aber oft in der Küche von Mararbud. Steinthor versucht, die Gunst Salkas zu gewinnen. Er habe aufgehört zu trinken und sei bereit, alles zu tun, was sie verlange, etwa nicht mehr zu fluchen oder mehr Bücher zu lesen. Als er zurückkam, habe er vorgehabt, Sigurlina zu heiraten, da er geglaubt habe, ihr gemeinsames Kind sei noch am Leben; nun fühle er sich frei von dieser Verpflichtung – aber wenn Salka es verlange, werde er Sigurlina trotzdem heiraten, „in der Hoffnung, dass du dann vielleicht anfangen würdest, mich für einen anständigen Menschen zu halten“. Er sei auch bereit, sich selbst wegen seiner Zudringlichkeiten beim Bezirksrichter anzuzeigen und ins Zuchthaus zu gehen. Salka ist beeindruckt von der Demut, mit der Steinthor ihr zu Füssen liegt.
Einige Zeit später besteht Steinthor darauf, dass Salka einen Ring von ihm als Geschenk annimmt, und bestürmt sie, sich ein Gedicht, das er für sie verfasst hat, anzuhören. Er drängt sie in eine Scheune, wo er nicht nur das Gedicht vorträgt, sondern sie erneut plump berührt. Salka reißt sich zwar von ihm los, aber Sigurlina wird Zeugin der Szene. Salka kann ihre Beteuerungen, dass nichts geschehen sei, nur unglaubwürdig vorbringen. Sigurlina versucht, Steinthor trotz dessen rüpelhaften Verhaltens zurückzugewinnen und sieht in ihrer Tochter, die noch ein Kind ist, eine Rivalin. Kurz darauf wird die „große Hallejula-Hochzeit“ von Sigurlina und Steinthor im Versammlungssaal der Heilsarmee angekündigt. Steinthor aber flieht unmittelbar vor dem Termin erneut und setzt sich auf einem Dampfer ins Ausland ab. Am Karsamstag verschwindet auch Sigurlina. Am Ostersonntag findet man sie ertrunken am Strand, mit den Knabenschuhen in der Hand, die ihr Steinthor für seinen Sohn geschenkt hatte. Die Dorfbevölkerung steht um die Leiche herum; Bogesens snobistisch veranlagter Sohn Angantyr tritt mit dem Fuß gegen sie. Salka nimmt bei Bogesen einen Kredit auf und bezahlt die Beerdigung aus eigener Tasche.

### Eine andere Welt
Dieser Teil spielt etwa acht Jahre nach dem Ende des zweiten Teils. Salka lebt nun alleine in Mararbud und ist Schriftführerin des Fischervereins, den sie mitgegründet hat, um bei Bogesen einen angemessenen Preis für den Fisch durchzusetzen. Sie sticht im Dorf immer noch durch ihre Angewohnheit, Hosen zu tragen, heraus. Ein Bekannter erzählt ihr, dass es in Reykjavík jetzt Leute gebe, die „den Reichen alles Geld wegnehmen und es unter die Armen verteilen wollen“; diese hätten vor, in Oseyri einen neuen Verein zu gründen. In einem Gespräch Salkas mit Bogesen beklagt sich dieser über den Fischerverein, auch kommt seine Furcht vor dem gesellschaftlichen Wandel zum Ausdruck; er warnt sie vor Kristofer Torfdal aus Reykjavík, der „der fanatischste Bolschewik in Island“ sei und möglicherweise gar selbst nach Oseyri komme.
Eines Tages soll dieser Kristofer Torfdal, als unheimlicher Revolutionär in aller Munde, wirklich in Oseyri eingetroffen sein. Der Neuankömmling stellt sich aber als ein Vorarbeiter namens Katrinus heraus, den Bogesen angeheuert hat. Wenig später besuchen Katrinus, Bogesens Sohn Angantyr, Bogesens Geschäftsführer Stephensen und der Vorsitzende des Fischereivereins Salka. Sie teilen ihr mit, dass Arnaldur Björnsson, der im Ausland an einen „revolutionären Verein“ geraten sei, nach Oseyri gekommen sei, um einen Arbeiterverein zu gründen. Sie versuchen, Salka davon zu überzeugen, auf einer angekündigten Versammlung die Hauptrede gegen ihn zu halten, da sie bei den Fischern und den Arbeitern an Land wegen ihrer Selbständigkeit hohes Ansehen genieße. Salka verpflichtet sich nicht. Nachdem die Besucher sie verlassen haben, kreisen ihre Gedanken um Arnaldur. Als Angantyr Bogesen noch am selben Abend zu ihr zurückkommt, versucht er, sich bei ihr einzuschmeicheln und bietet ihr ein Darlehen an, wenn sie verhindere, dass in Oseyri ein „Bolschewikenverein“ gegründet werde. Sie weist ihn harsch zurück: „Du hast dem Leichnam meiner Mutter einen Fußtritt gegeben. Biete mir nicht Geld an, um auch mir einen Fußtritt versetzen zu dürfen“.
Arnaldur holt in seiner Rede auf der Versammlung zunächst weit aus und zeichnet ein breites Bild vom unausweichlichen Untergang des Kapitalismus und der kommenden Abschaffung des Privateigentums. Salka zweifelt an der Übertragbarkeit auf die Verhältnisse im Dorf. Der Vorarbeiter Katrinus versucht ständig, die Rede zu stören; Arnaldur lässt sich nicht beirren und schildert seine Vision eines besseren Oseyri mit einer Trawlerflotte, Arbeiterwohnungen nach Vorbildern aus Frankfurt am Main, einer Bibliothek und ebenen Straßen. „Eine andere Welt schaffen – das war es, was die Arbeiter in Oseyri am Axlarfjord für sich tun sollten, und der erste Schritt auf dem Weg zu einer anderen Welt war die Gründung einer Gewerkschaft heute abend“. Nach einiger Unruhe im Saal und abgebrochenen Gegenreden erhebt Salka ihre Stimme und wirft Arnaldur vor, unrealistische Träumereien anzupreisen – er halte immer noch Predigten wie damals, als er ihr von Wahrsagerinnen und Ungeheuern erzählt habe. Der Fischerverein bejubelt ihre Rede, Salka selbst ist sich aber nicht sicher, irgendwelche von Arnaldurs Argumenten widerlegt zu haben. Der Streit im Saal artet schließlich in eine Schlägerei aus, die Salka beendet, indem sie Katrinus mit zwei starken Faustschlägen daran hindert, Arnaldur zu verprügeln. Später besucht Arnaldur Salka in ihrem Haus. Die Gewerkschaft in Oseyri ist gegründet. Sie tauschen sich über die Vergangenheit und über ihre unterschiedlichen Lebenswelten aus.
Bei einem Streik in Oseyri kommt es fast erneut zu einer gewalttätigen Auseinandersetzung zwischen den streikenden Gewerkschaftern und Bogesens Leuten um Vorarbeiter Katrinus, die Bogesen jedoch verhindern kann. Es kommt aber zu keiner Einigung. Der anhaltende Streik findet auch überregionale Aufmerksamkeit, und die Parteiblätter in Reykjavík berichten darüber aus ihrer jeweiligen Warte: In der Arbeiterzeilung erscheint eine Schlagzeile „Weißer Terror in Oseyri am Axlarfjord“, während die bürgerliche Presse schreibt, dass „der Bolschewismus die kleinen Marktflecken genauso zu zerstören im Begriff sei wie die größeren Städte“. Eines Tages trifft ein Schiff mit Klaus Hansen, dem Präsidenten der Nationalbank, ein, der Bogesen Anweisungen erteilt. Eine Lohnerhöhung durch Bogesen lehnt er ab und droht, die Bank ansonsten für ihn zu sperren. Nachdem alle Vorschläge der Gewerkschaft abgelehnt wurden, scheinen erste Mitglieder aufgeben zu wollen. Arnaldur kann das durch „die hartgesottenste, aufwieglerische Hetzrede, […] die man jemals in Oseyri gehört hatte“ abwenden. Schon am nächsten Tag wird aber wieder gearbeitet – Vorarbeiter Katrinus ist abgereist und Salka Valka an seine Stelle getreten. Im Gegensatz zu Katrinus kann die pragmatisch eingestellte Salka einige Frauen überreden, den Streik zu brechen. Danach kommt der Streik schnell zum Erliegen und Arnaldur reist ab. Er kehrt jedoch mit einer Gruppe von Unterstützern zurück, um davon Mitteilung zu machen, dass der isländische Gewerkschaftsverband allen Fisch Johann Bogesens mit Verschiffungsverbot belegt habe, und positioniert seine Leute als Wachen, um dies durchzusetzen.
Mitten in der Nacht besucht Arnaldur Salka. Sie machen sich gegenseitig Vorwürfe. Unter anderem tadelt Arnaldur Salka dafür, dass sie Geld von Steinthor annimmt. Als er sich gerade verabschiedet, sprudelt aus Salka eine längere Erklärung hervor, die ihre ambivalenten Gefühle, unter anderem gegenüber Steinthor, offenbart: „Zuerst pflanzte er mir den Haß ein. Dann riß er ihn wieder aus.“ Steinthor sei fortgegangen, damit ihre Mutter sterben konnte. „Und obwohl ich Mitleid mit ihr hatte, weiß ich, daß ich sie hassen werde, solange ich lebe – genau wie mich selbst -“. Arnaldur fährt mit dem nächsten Schiff nach Reykjavík.

### Der Wahltag des Lebens
An einem Wintertag kommt Steinthor überraschend nach Oseyri zurück. Er ist in Amerika reich geworden, fühlt sich nun als freier Mann, der „alles kann“, und glaubt, einen Anspruch auf Salka Valka zu haben, die seine Geldsendungen angenommen und für den Kauf ihres Hauses verwendet hat. Salka sagt, sie sei nicht mehr „dasselbe dumme kleine Mädchen, das ich vor acht Jahren war“, sie stehe nun von Angesicht zu Angesicht der Gesellschaft gegenüber, und berichtet Steinthor von den Entwicklungen in Oseyri und den Protesten gegen Johann Bogesen. Steinthor gibt sich unbeeindruckt; Moral und Gerechtigkeit seien für den Pöbel und die Pfarrer gedacht. Als schuldenfreier Mann, der zu verstehen gibt, dass er bereit ist, Fisch zu kaufen, ist Steinthor in Oseyri gerne gesehen – Bogesens Geschäft ist geschlossen und dem Dorf geht es schlecht.
Zu Beginn der Fangsaison trifft Arnaldur Björnsson aus Reykjavík ein und hält lange Reden gegen Bogesen und den Fischreeder Sveinn Palsson, der während Bogesens Abwesenheit einige Geschäftstätigkeit entfaltet hatte. Um Bogesen und Sveinn Palsson zu erledigen, sei nun ein Konsumverein zu gründen; Kristofer Torfdal habe ihm im Namen des Verbands isländischer Konsumvereine ein Betriebsdarlehen versprochen. Im Dorf herrscht Begeisterung, auch Salka beteiligt sich an der Gründung des Vereins, wobei Arnaldur sie zu ignorieren scheint.
Steinthor will die Fischerei in Oseyri mit kleinen Motorbooten wieder aufnehmen. Salka eröffnet er, dass er den Konsumverein in der Hand habe, da er die für die Gründung benötigten zweitausend Kronen für Arnaldur Björnsson ausgelegt habe. Sie will weiterhin nichts von ihm wissen und teilt ihm mit, dass sie den Ring, den er ihr geschenkt hatte, Arnaldur gegeben hat, damit er ihn verkaufen konnte. Steinthor lacht und sagt, dass er den Ring gestohlen habe und er kaum etwas wert sei. Diese Enthüllung trifft Salka schwer. Der Ring war für sie ein Beweis, dass Steinthor sie immerhin wirklich geliebt habe, nun ist er „nichts anderes als gestohlener Plunder, und gleichzeitig erwies sich der Versöhnungstod ihrer Mutter als sinnlos, wie der Versöhnungstod des Erlösers.“ Als sie Steinthor hinauswerfen will, geht er auf sie los; letztlich besiegt sie ihn mit einem Tritt in den Unterleib und jagt ihn mit einem Filetiermesser weg. Salka verlässt das Haus, das von Steinthors Geld bezahlt wurde, und sucht sich im Ort eine andere Unterkunft. Sie sucht Arnaldur auf und erklärt, dass sie der Gewerkschaft beitreten wolle. Mararbud habe ihr nie gehört; sie sei eine Proletarierin.
In der Fangsaison erleidet eines der kleinen Boote Steinthors Schiffbruch. Er überlebt als einziges Mitglied der Besatzung, nachdem er sich vierundzwanzig Stunden lang auf dem Kiel des gekenterten Boots festgehalten hat. Der Konsumverein richtet sich in einer alten Baracke ein. Allerdings kehrt nun auch Johann Bogesen zurück und versucht, die Bevölkerung wieder an sein Geschäft zu binden.
Im Frühling führen Salka und Arnaldur ihr erstes richtiges Gespräch seit langem. Sie unterhalten sich über die Lage in Oseyri und über Kristofer Torfdal. Dieser sei, so Arnaldur, keineswegs ein Bolschewik, sondern ein „altertümlicher Demokrat“. Er strebe nach Macht und habe daher „eine Allianz mit uns Radikalen“ geschlossen; sie würden sich gegenseitig benutzen. Arnaldur zeigt in dem Gespräch einige Selbstzweifel. Einige Zeit später kommen sie sich auf einem nächtlichen Spaziergang näher und gestatten einander zaghafte Zeichen ihrer Liebe. In der nächsten Nacht gehen sie in ein Tal, in dem der landwirtschaftliche Betrieb der Gemeinde entstehen soll; Arnaldur präsentiert Salka seine Vorstellung dieses Betriebs mit Begeisterung.
Arnaldur borgt mit einer Ausflucht Geld bei Salka – das er allerdings benötigt, um eine Abtreibung der kaum 16-jährigen Dorfbewohnerin Guja, die er geschwängert hat, zu bezahlen. Als Salka davon erfährt, entschuldigt sich Arnaldur damit, dass sie, Salka, ihm „nie das selbstverständlichste Geschenk einer liebenden Frau“ gegeben habe. Guja habe er nie gern gehabt. Sein innigster Wunsch sei es, in Salkas Armen sterben zu dürfen. Nun beginnt die Zeit einer innigen Liebesbeziehung zwischen Salka und Arnaldur, die sie in diesen Frühlings- und Sommermonaten im Dorf auch offen zeigen. Eines Tages bestellt Kristofer Torfdal, der auf Wahlreise ist, Arnaldur in den größeren Ort Silisfjord. Salka erwartet ihn auf den Tag der Wahlversammlung in Oseyri zurück. Schließlich erscheint zwar Kristofer Torfdal selbst in Oseyri – aber ohne Arnaldur. Auf Salkas Nachfrage teilt ihr Torfdal mit, dass er Arnaldur ein paar gebildeten Amerikanern als Führer empfohlen habe und dieser mit ihnen ins Hochland geritten sei. Er komme wahrscheinlich im September zurück.
Das neugewählte Althing lehnt die Rettung der zahlungsunfähigen Nationalbank ab, wodurch auch Johann Bogesen in Konkurs geht und seine Besitztümer versteigert werden. Steinthor kauft Bogesens Haus. Kristofer Torfdal wird Ministerpräsident. Dem Konsumverein von Oseyri wird auf seine Veranlassung hin ein neuer Kredit gewährt, und er kann die Gebäude von Bogesens Firma günstig erwerben. Steinthor, nun Vorsitzender des Konsumvereins, besucht Salka. Noch einmal versucht er, sie für sich zu gewinnen – für ihn, dem nun Bogesens Haus gehört. Salka ist nicht interessiert: „Du kannst versuchen, meine Leiche in Bogesens Haus zu tragen“; lebendig werde sie dort nie hingehen. Salka ist fest entschlossen, immer an Arnaldurs Seite zu stehen.
Als Arnaldur zurückkommt, berichtet er Salka Valka begeistert von den Amerikanern, die er als Führer im Hochland kennengelernt hat. Die Tochter der Familie sei Kommunistin. Sie hätten ihm angeboten, ihn in Amerika aufzunehmen. Salka ist verzweifelt, lässt Arnaldur aber ziehen – fordert ihn letztlich sogar dazu auf, sein Glück in der Ferne zu suchen, nach dem er sich immer gesehnt hatte, als er glaubt, doch bei ihr bleiben zu wollen. Beim Abschied flüstert er ihr ins Ohr: „Ich rufe nach dir, wenn ich sterbe.“

## Werkzusammenhang
Halldór Laxness schrieb Salka Valka, nachdem er sich schon zehn Jahre lang damit beschäftigt hatte, einen „großen Bauernroman“ zu schreiben, aber mit dem Entwurf unzufrieden war. Mit Salka Valka griff er zunächst ein abgelehntes Drehbuch für einen Stummfilm wieder auf, an dem er im Winter 1927–1928 in Los Angeles gearbeitet hatte. Von Salka Valka ist kein Manuskript erhalten. Einen Einblick in Laxness’ Arbeit am Roman geben drei Notizbücher aus seiner Entstehungszeit.
Salka Valka ist der vierte veröffentlichte Roman von Halldór Laxness. Er gehört zu einem Abschnitt von Laxness’ Schaffen, in dem er sich mit gesellschaftlichen Problemen in Island auseinandersetzte und in dem er nach Salka Valka die Romane Sein eigener Herr (1934–1935) und Weltlicht (1937–1940) veröffentlichte. Der dänische Literaturwissenschaftler und Laxness-Übersetzer Erik Sønderholm schreibt diesbezüglich von Laxness’ „marxistischer Periode“.
Die drei weitausgreifend konzipierten, jeweils zwei- bis vierbändigen Romane stellten eine Abkehr von den vorangegangenen, stark ichbezogenen Werken wie Der große Weber von Kaschmir dar. Der Skandinavist Wilhelm Friese behandelte sie unter der Überschrift Drei Heldenepen, in Anlehnung an Laxness’ ironische Bezeichnung von Salka Valka und Sein eigener Herr, als Heldenepen über den Fisch und das Schaf, wobei Friese Weltlicht als Dichterepos in die gleiche Reihe stellte. Im Zentrum dieser Werke stehe, so Friese, nicht mehr das Ego, da Laxness „die isländische Natur, die Tiere und Menschen seiner Heimat entdeckt, oder besser, wiederentdeckt“ habe.
Árni Sigurjónsson zieht in seiner Untersuchung über den ideologischen und ästhetischen Hintergrund von Salka Valka und Sein eigener Herr einen Vergleich mit Laxness’ 1929 veröffentlichter Essaysammlung „Das Volksbuch“ (Alþýðubókin). Er hält fest, dass vieles darauf hindeute, dass Arnaldur ein Selbstporträt des Autors sei. Dies werde durch verschiedene Äußerungen Arnaldurs zu politischen und gesellschaftlichen Themen gestützt, die an das „Volksbuch“ erinnern. Ein großer Unterschied bestehe aber darin, dass derjenige, der diese Ansichten vertritt, in Salka Valka oft lächerlich gemacht werde, was im „Volksbuch“ nicht der Fall sei, wo sich der Autor nie über sich selbst lustig mache.

## Themen und Motive
Für Wilhelm Friese handelt Salka Valka „von der Liebe, von der ersehnten und mit dem Tode endenden Liebe“. Das Buch ist aber auch ein politischer Roman, der den gesellschaftlichen Umbruch in einem isländischen Fischerdorf im ersten Drittel des 20. Jahrhunderts schildert. Laxness selbst hatte dem zweiten Teil Fuglinn í fjörunni ursprünglich den Untertitel pólitísk ástarsaga („politischer Liebesroman“) gegeben, der in späteren Ausgaben entfallen ist.
Vieles wird mit der für Laxness typischen Ironie geschildert, auch die Arbeiterbewegung, obwohl Laxness damals selbst sozialistische Ansichten vertrat, kurz nach der Veröffentlichung des zweiten Teils von Salka Valka die Sowjetunion besuchte und eine sehr positive Reiseschilderung veröffentlichte. Laxness’ Biograph Halldór Guðmundsson erklärt den scheinbaren Widerspruch damit, dass Laxness nicht „den Glauben an die Menschheit“ angenommen habe, „sondern den an den Menschen ‚als Lebenssymbol und Ideal‘“. Arnaldur sei „nicht der rechte Mann, um seine eigenen Botschaften in die Tat umzusetzen“, was zur manchmal distanzierten und etwas ironischen „Schilderung des Kampfs der Menschen“ führe. In seinen Notizbüchern zu Salka Valka vergleicht Halldór Laxness Arnaldur mit Don Quijote und Salka Valka mit seinem nüchternen, praktisch denkenden Begleiter Sancho Pansa. Einen ähnlichen Vergleich von Arnaldurs romantischem Idealismus mit Salkas Pragmatismus zieht auch Erik Sønderholm. Arnaldurs Motto könnte – so von Sønderholm auf Deutsch aus Des Fremdlings Abendlied zitiert – „Da, wo du nicht bist, ist das Glück“ sein.
Sowohl Erik Sønderholm als auch Wilhelm Friese vergleichen die Leidensgeschichte Sigurlinas – die in der Karwoche stirbt – mit der Passion Jesu. Sønderholm: „Du Weinstock, du reiner ist eine Schilderung der Passion, worin der Leidende nicht Jesus ist, sondern der Mensch, konkretisiert in der Figur und dem Schicksal von Salka Valkas Mutter.“ Diese Leidensgeschichte führe Salka, die „aus anderem Holz […] geschnitzt“ sei, zum festen Entschluss, ein anderes Leben als ihre Mutter zu führen, so Friese. Andererseits kann aus der Sicht von Árni Sigurjónsson, der im Text unter anderem auch ein religiöses Symbolsystem erkennt, Arnaldur selbst als Christusfigur betrachtet werden: „Christus ist der Retter der Menschen auf der Erde, aber er selbst gehört einer anderen Welt an und bleibt für kurze Zeit in dieser.“
Der titelgebende „Vogel am Strand“ des ursprünglichen zweiten Bands steht nach Árni Sigurjónsson für Arnaldur. Drei Stellen im Buch deuten dies an; ganz zu Ende des Romans, als Arnaldur Oseyri verlassen hat, wird ein Kinderreim zitiert: Der Vogel am Strande / ist der Bruder dein, / ich kann nicht mit dir tanzen, / ich kann nicht mit dir tanzen, Kurzfuß mein -. Arnaldurs Abreise aus Oseyri wird von Árni Sigurjónsson mit dem Verschwinden der Zugvögel im Herbst verglichen, das am Ende des Romans beklagt wird, und wie ein Vogel zwischen Himmel und Erde, so schwebe Arnaldur zwischen den sozialen Schichten.

## Rezeption

### Originalausgabe
Halldór Laxness konnte die beiden Bände von Salka Valka mit Unterstützung des einflussreichen Politikers Jónas frá Hriflu – mit dem er sich wenige Jahre später zerstreiten sollte – im Verlag des staatlichen Kulturfonds (Menningarsjóður) herausbringen. Beide Bände ernteten positive Kritiken. Die isländischen Rezensenten des zweiten Bandes Der Vogel am Strand fokussierten sich dabei vor allem auf seine sozialen und politischen Aspekte, nicht auf die Liebesgeschichte. Halldór Guðmundsson schreibt in seiner Laxness-Biographie, dass die Rezensionen „durchweg positiv“ ausgefallen seien und zitiert lobende Besprechungen sowohl aus dem bürgerlichen Morgunblaðið als auch von Einar Olgeirsson, dem Anführer der isländischen Kommunisten. Beide übten jedoch auch Kritik an Laxness’ Schilderungen der Gesellschaft in Óseyri – während der Rezensent des Morgunblaðið, Kristjan Albertsson, Laxness’ Schilderung der „Repräsentaten der Oberschicht“ bemängelte, fehlte es Laxness für Einar Olgeirsson an Verständnis für den Kampf des Proletariats.

### Internationale Wahrnehmung
Den ersten Vertrag überhaupt, den Halldór Laxness mit einem ausländischen Verleger unterzeichnete, schloss er 1931 mit Anton Kippenberg vom Insel Verlag für Salka Valka ab; dieses Projekt scheiterte jedoch. Eine dänische Übersetzung, die der isländische Schriftsteller Gunnar Gunnarsson anfertigte, erschien 1934 im Verlag von Steen Hasselbalch. Salka Valka war damit der erste Roman von Halldór Laxness, der in eine andere Sprache übersetzt wurde. Die dänische Ausgabe wurde von der Kritik positiv aufgenommen. Auf dieser Übersetzung basiert auch die erste englische Ausgabe von 1936, die im Vereinigten Königreich bei Allen & Unwin und in den USA im selben Jahr bei Houghton Mifflin erschien. Francis Hamilton Lyon übersetzte den Roman vom Dänischen ins Englische, wobei die Übersetzung von Halldór Laxness selbst überarbeitet wurde. Der Evening Standard wählte Salka Valka zum „Buch des Monats“. Stanley Young bezeichnete Salka Valka in der New York Times als „originelles Werk, das an nichts anknüpft, was ich im Bereich der skandinavischen Literatur gelesen habe“. Es greife nicht mitten ins „Herz des Lebens“ wie Sigrid Undsets Kristin Lavranstochter, sei aber von einem Gefühl der Aufrichtigkeit durchdrungen und durch „farbenfrohe Details“ und „kompromisslose Intelligenz“ bereichert. 2022 erschien eine englische Neuübersetzung von Philip Roughton, die ebenfalls lobend besprochen wurde, etwa von Jane Smiley in einer Rezension in der Washington Post, worin sie Roughtons Übersetzung „eines der einfühlsamsten Porträts eines Mädchens und einer Frau von einem männlichen Verfasser, die ich gelesen habe“ als „lesbar und überzeugend“ bezeichnete.
Ebenfalls schon früh – während seines zweiten Aufenthalts in der Sowjetunion im Winter 1937/1938 – bemühte sich Laxness um russische Übersetzungen von Salka Valka und Sein eigener Herr; Salka Valka wurde jedoch als „konterrevolutionär“ abgelehnt und auch die russische Ausgabe von Sein eigener Herr kam damals nicht zustande. Letzten Endes erschien Salka Valka 1959 im Moskauer Verlag für ausländische Literatur.
Der Roman wurde in den folgenden Jahrzehnten in zahlreiche weitere Sprachen übersetzt: Bulgarisch, Chinesisch, Estnisch, Finnisch, Französisch, Färöisch, Italienisch, Niederländisch, Norwegisch, Polnisch, Rumänisch, Serbokroatisch, Slowakisch, Slowenisch, Spanisch, Schwedisch, Tschechisch und Türkisch. Oft erfolgten diese Übersetzungen nicht direkt aus dem Isländischen, sondern auf dem Umweg über andere Sprachen, wobei dies nicht immer kenntlich gemacht wurde. Martin Ringmar hält in einem Beitrag über indirekte Übersetzungen fest, dass für etwa die Hälfte der Übersetzungen von Salka Valka die Angaben zur Sprache, aus der übersetzt wurde, unvollständig oder falsch seien.

### Deutsche Übersetzungen

#### Gescheiterte Projekte
Halldór Laxness hatte sich schon bei einem Aufenthalt 1931 in Deutschland, als er am zweiten Band von Salka Valka arbeitete, um eine Übersetzung ins Deutsche bemüht. Anton Kippenberg, Verleger des Insel Verlags, den Laxness über den Dichter Jóhann Jónsson kennengelernt hatte, schloss mit ihm einen Vertrag für Salka Valka ab. Durch den Tod von Jóhann Jónsson im September 1932 kam eine geplante Übersetzung des ersten Bandes durch ihn und seine Lebensgefährtin Elisabeth Göhlsdorf – die den Roman letztlich doch noch übersetzen sollte – nicht zustande. Eine Übersetzung von Max Keil, Deutschlehrer an der Universität von Island, erwies sich als „völlig unbrauchbar“, so Kippenberg an einen Brief an Laxness im November 1933. Die Rechte gingen danach an den Zinnen-Verlag (Leipzig, Wien und Berlin), der 1936 unter dem Titel Der Freisasse den ersten Teil von Laxness’ Roman Sein eigener Herr veröffentlichte. Nach Unstimmigkeiten wegen ausbleibender Zahlungen an den Autor gab der Zinnen-Verlag die Rechte an Salka Valka aber zurück und schon bald war es im NS-Staat überhaupt nicht mehr möglich, Werke von Halldór Laxness zu veröffentlichen. So kam auch eine geplante Veröffentlichung von Salka Valka beim Goverts-Verlag nicht zustande, nachdem Laxness sich geweigert hatte, eine von der Reichsstelle zur Förderung des deutschen Schrifttums vorgelegte Erklärung zu unterzeichnen, in der er seine „allergrößte Achtung“ für „das deutsche Volk und seine Kultur“ und „ganz besonders für die, die heutzutage seine Bannerträger sind“ erklären sollte.

#### Elisabeth Göhlsdorf
1951 erschienen die ersten deutschen Ausgaben von Romanen Halldór Laxness’ nach dem Zweiten Weltkrieg: In der BRD bei Suhrkamp die Islandglocke in der Übersetzung von Ernst Harthern und in der DDR bei Dietz Salka Valka, übersetzt von Elisabeth Göhlsdorf. Nach Guðrún Hrefna Guðmundsdóttir in ihrer Untersuchung Halldór Laxness in Deutschland (1989) übersetzte Göhlsdorf im Gegensatz zu Ernst Harthern direkt aus dem isländischen Original; jedoch ist inzwischen Martin Ringmar zum Schluss gekommen, dass Göhlsdorfs Text stark, wenn auch nicht ausschließlich, von der dänischen Übersetzung abhänge. Da Göhlsdorf die isländische Sprache gut beherrschte und fünfzehn Jahre in Island lebte, könnte dies, so Gauti Kristmannsson im Germersheimer Übersetzerlexikon, damit zusammenhängen, dass ihr das Original in Berlin nicht mehr zugänglich war.
Guðrún Hrefna Guðmundsdóttir bezeichnet Göhlsdorfs Übersetzung als inhaltlich genau, wobei allerdings die meisten Gedichte im Roman gestrichen wurden, sowie „mehrere Sätze und ganze Abschnitte, die für die Handlung entbehrlich sind“. Diese Eingriffe könnten auch auf den Verlag zurückgehen. Bekannt ist, dass Laxness dem Dietz-Verlag erlaubt hat, einzelne Änderungen im Sinne der DDR-Ideologie vorzunehmen. Trotzdem sah sich der Dietz-Verlag, der sich immer mehr zum Parteiverlag der SED entwickelte, später nicht mehr in der Lage, Werke von Laxness zu verlegen. In einem Schreiben an Laxness wurde ihm mitgeteilt, dass Salka Valka „in unseren Kreisen nicht sehr günstig aufgenommen worden“ sei, und bedauert, dass keine Fortsetzung existiere, in der „die weitere Entwicklung der Salka geschildert würde“. Der Dietz-Verlag gab die Rechte für die DDR an den Aufbau-Verlag weiter, wogegen Halldór Laxness nichts einzuwenden hatte. Die Übersetzung von Elisabeth Göhlsdorf wurde wenig rezensiert (Guðrún Hrefna Guðmundsdóttir fand drei Rezensionen), jedoch positiv; so bezeichnete Georg Piltz den Roman in der DDR-Wochenzeitung Sonntag als „Meisterwerk“. Auf die Übersetzung als solche gingen die Rezensenten nicht ein.

#### Ernst Harthern
Ernst Harthern, der zahlreiche Werke von Halldór Laxness ins Deutsche übertrug, fertigte bereits 1957 eine Neuübersetzung von Salka Valka an, die in der BRD bei Rowohlt und in der DDR im Aufbau-Verlag erschien. Für Guðrún Hrefna Guðmundsdóttir ist dies aufgrund der Unvollständigkeit von Göhlsdorfs Übersetzung berechtigt. Hartherns Übersetzung zeige eine größere stilistische Gewandtheit, er übersetze aber teilweise sehr frei (auf dem Umweg über dänische und schwedische Ausgaben, da er die isländische Sprache nicht beherrschte) und habe sich häufig auf die Übersetzung Göhlsdorfs gestützt. Auch in Hartherns Übersetzung wurde der Roman in der deutschsprachigen Literaturkritik wohlwollend aufgenommen. Guðrún Hrefna Guðmundsdóttir hält zusammenfassend fest, dass die Charaktergestaltung einstimmig gelobt werde, wobei die Sozialkritik „in der DDR begrüßt, in der Bundesrepublik aber unterschätzt oder als Schwäche empfunden“ werde. In der Schweiz wurde Salka Valka unter anderem 1958 von der Neuen Zürcher Zeitung besprochen; für ihren Rezensenten versöhnt die „unverfälschte Kraft des Lebens und Fühlens“ mit einer wahrgenommenen Sprunghaftigkeit. Laxness sei „trotz allen Inkonsequenzen, Temperamentsausbrüchen und Schwärmereien (…) hier im Grunde unbestechlich wahrhaftig“.

#### Hubert Seelow
Für die Halldór-Laxness-Werkausgabe des Steidl Verlags (ab 1990) wurden einerseits Übersetzungen von Bruno Kress durch den Herausgeber Hubert Seelow überarbeitet, andererseits die früher in Übersetzungen von Ernst Harthern erschienenen Romane von Seelow neu übersetzt, so auch Salka Valka 2007 als 13. und letzter Band dieser Ausgabe.

### Verfilmungen und Bühnenfassungen
Der schwedische Regisseur Arne Mattsson verfilmte Salka Valka 1954 mit Birgitta Pettersson (Salka als Kind) und Gunnel Broström (ältere Salka), Margaretha Krook als Sigurlina, Folke Sundquist als Arnaldur sowie Erik Strandmark als Steinthor. Auf Betreiben der schwedischen Filmzensur mussten einzelne Kürzungen vorgenommen werden, wodurch unter anderem die Szene entfallen ist, in der Angantyr Bogesen Sigurlinas Leiche einen Fußtritt versetzt. Halldór Laxness war mit dieser Verfilmung zufrieden und lobte sie in einem Brief an seine Frau Auður, wenn auch Filme „solcher Gattung […] ein wenig schwer und humorlos“ seien. In Schweden erhielt der Film gemischte Rezensionen, wobei ein wiederkehrender Kritikpunkt war, dass der Film Salka Valka auf eine Liebesgeschichte reduziere und den Ideengehalt des Romans nicht ausschöpfe.
Das Werk wurde auch mehrfach für das Theater adaptiert und unter anderem 2005 und 2016 in einer Bühnenfassung am Borgarleikhúsið, dem Stadttheater von Reykjavík, aufgeführt. Das finnische Tanztheater Raatikko führte Salka Valka 1977 in einer Choreographie von Marjo Kuusela mit Musik von Kari Rydman auf; auf dieser Basis entstand 1979 auch ein Fernsehfilm des finnischen Yleisradio unter der Regie von Kristiina Schulgin. Darin verkörperten die Hauptrollen Maria Wolska (Salka Valka), Tuula Hyyryläinen (Sigurlina), Aarne Mäntylä (Arnaldur) und Reijo Tuomi (Steinthor). Úlfar Ingi Haraldsson komponierte die Musik zu einem Tanzstück, das 2002 zum 100. Geburtstag von Halldór Laxness vom nationalen isländischen Tanzensemble Íslenski dansflokkurinn aufgeführt wurde, choreographiert von Auður Bjarnadóttir.

## Ausgaben
Isländische Erstausgabe in zwei Bänden:
- Þú vínviður hreini. Saga úr flæðarmálinu. Menningarsjóður, Reykjavík 1931.
- Fuglinn í fjörunni. Pólitísk ástarsaga. Menningarsjóður, Reykjavík 1932.

Erste einbändige isländische Ausgabe:
- Salka Valka. Helgafell, Reykjavík 1951.

Deutsche Ausgaben:
- Salka Valka. Ins Deutsche übertragen von Elisabeth Göhlsdorf. Dietz Verlag, Berlin 1951.
- Salka Valka. Aus dem Isländischen übersetzt von Ernst Harthern.
  - Westdeutsche Ausgabe: Rowohlt, Hamburg 1957.
  - Ausgabe in der DDR: Aufbau-Verlag, Berlin 1957.
- Salka Valka. Aus dem Isländischen von Hubert Seelow. Steidl, Göttingen 2007. ISBN 978-3-86521-420-1